# Hadži-Ruvim
Hadži-Ruvim (en serbe cyrillique : Хаџи Рувим ; né le 19 avril 1752 à Babina Luka et mort le 29 janvier 1804 à Belgrade), né Rafailo Nenadović (Рафаило Ненадовић), est un archimandrite (père supérieur) orthodoxe serbe du monastère de Bogovađa, près de Lajkovac et graveur sur bois.
Hadži-Ruvim prit part à un complot pour renverser les dahijas, des Janissaires renégats qui s'était emparé du sandjak de Smederevo. Il fut jeté en prison puis tué au cours de l'événement connu sous le nom de « Massacre des Princes ».
Artiste et érudit, Hadži-Ruvim fut un graveur sur bois, mais aussi un bibliophile. Sa croix gravée considérée comme la plus belle est celle réalisée pour le monastère de Čokešina qui remonte à  1799. Il laisse des notes et des dessins sur papier libre dans les monastères qu'il a visités. À Mionica, à 92 km de Belgrade, l'église de l'Ascension est célèbre pour ses icônes appartenant à l'« école de Hadži-Ruvim », également connue sous le nom d'« école de Valjevo ».

## Débuts
Rafailo Nenadović est né le 8 avril 1752 (19 avril dans le calendrier grégorien) dans le village de Babina Luka, dans la nahija de Valjevo et dans le Sandjak de Smederevo (également connu dans l'historiographie sous le nom de Pachalik de Belgrade). Il était l'un des quatre fils de « Nenad Neško », et de Marija. L'aîné des quatre fils, Nikola, était le père du révolutionnaire Petar Nikolajević Moler (1775–1816). Sa famille paternelle appartenait à la tribu Nikšić (aujourd'hui au Monténégro).
Selon le linguiste et folkloriste serbe Vuk Stefanović Karadžić,, dans sa jeunesse, Nenadović s'est mis en grande difficulté quand il s'est malicieusement déguisé en jeune fille pour assister à un « prelo » des jeunes filles turques, une séance de tissage traditionnelle dans les rassemblements de femmes. Comme un tel comportement était interdit (haram), il a été condamné à la pendaison et a été arrêté. Il s'est alors enfui de chez lui et s'est réfugié dans des monastères où il a pu suivre les cours des écoles religieuses ; puis, quand son acte a été oublié, il a pu rentrer chez lui. D'autres historiens affirment qu'il s'est rendu dans les monastères en raison de sa soif de connaissances et de son amour pour les livres. En tout cas, Nenadović a appris le grec.
Le 13 mai 1774, Nenadović s'est marié à Marija Simeunović, une femme de Dokmir, avec qui il a eu un fils et une fille. La même année, il a été ordonné prêtre par l'évêque d'Užice Evstratije au monastère de Ćelije et il a servi dans son village natal. Il pratiquait la sculpture sur bois et la gravure sur bois et quelques-unes de ses croix en bois datant de cette époque sont considérées comme des chefs-d'œuvre de l'art religieux.

## Parcours religieux

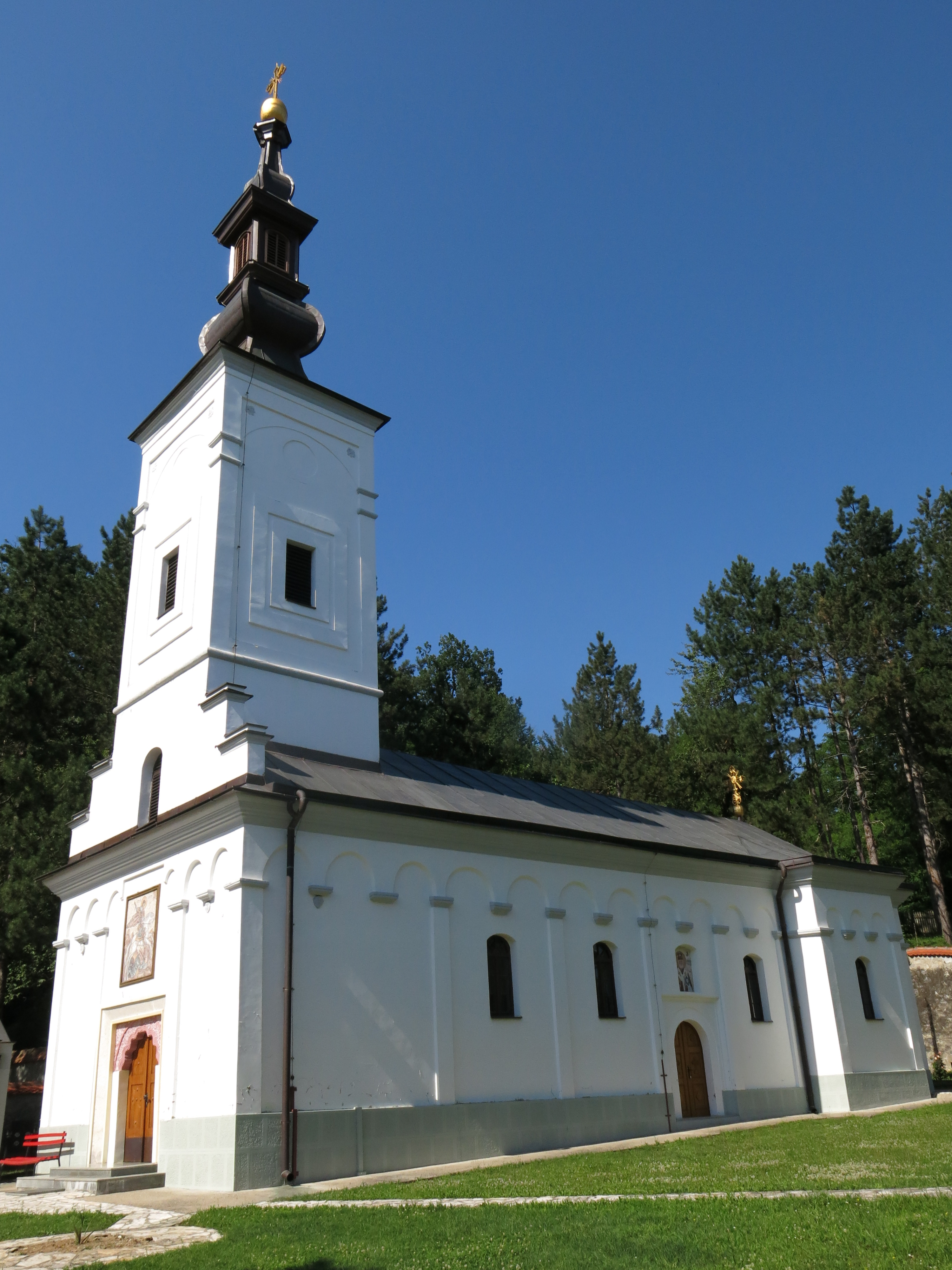
Ruvim a prononcé ses vœux monastiques au monastère de Bogovađa. Détruit pendant la guerre austro-turque de 1788–1791, il a été reconstruit à son retour.

En 1783, après la mort de sa femme, Nenadović a prononcé ses vœux monastiques au monastère de Bogovađa et a pris le nom de Ruvim. En 1784, il a effectué un pèlerinage (hadžiluk, d'où son surnom de « hadži ») en Terre sainte à Jérusalem, dont il est revenu en 1785. Le 25 mai 1786, il a été désigné comme higoumène (père abbé) du monastère de Voljavča. Il est resté dans ce monastère jusqu'en 1788, c'est-à-dire au début de la guerre austro-turque de 1788-1791 ou, au plus tard, vers le 6 avril, quand les Ottomans ont brûlé le monastère avec d'autres lieux conventuels du Pachalik de Belgrade. Les Serbes ont participé à la guerre en soutenant les Autrichiens. Hadži-Ruvim a réussi à s'enfuir avec sa communauté en sauvant des trésors du monastère, le reste ayant été pillé par les Ottomans. Il est resté un certain temps au monastère de Velika Remeta dans la Fruška gora, sur le territoire contrôlé par les Habsbourgs. Après le traité de Sistova en 1791, il est rentré dans le Pachalik de Belgrade, non pas à Voljavča mais à Bogovađa, qui avait également été incendié.
Hadži-Ruvim a mentionné que cinq monastères et huit églises ont été détruits dans la nahija de Valjevo pendant la guerre. Avec le temps, Bogovađa a été restauré par Hadži-Ruvim, l'higoumène Vasilije Petrović le hiéromoine (moine et prêtre) Hadži-Đera ; les travaux ont commencé le 13 juin 1791. Le voyage de Hadži-Ruvim's à Sarajevo en mars 1792 reste peu connu et trois hypothèses ont été avancées pour l'expliquer. L'une d'entre elles considère qu'il s'agissait de collecter des fonds pour la reconstruction de Bogovađa ; une autre qu'il craignait pour sa vie et a cherché un refuge en Bosnie ou bien encore qu'il cherchait à récupérer le defter volé de Voljavča. Une théorie nouvelle propose que son voyage à Sarajevo avait comme but de recruter des bâtisseurs pour le monastère ; en revanche, selon l'historien Vladimir Krivošejev, les trois autres hypothèses ne sauraient être négligées. Au monastère, les travaux se sont achevés en 1794 et Danilo (Daniel), le métropolite de Šabac–Valjevo, a élevé Hadži-Ruvim à la fonction d'archimandrite le 26 octobre 1795. On peut noter que Hadži-Ruvim se désignait lui-même comme « archimandrite » dès 1790, ce qui suggère que cette dignité lui avait déjà été promise à l'époque de la restauration du monastère.
En plus de la Terre sainte et du massif montagneux de la Fruška gora, Hadži-Ruvim a notamment visité le monastère de Hilandar (Chilandar), le monastère de Studenica et les monastères de la région du Podrinje et de la gorge d'Ovčar-Kablar ; il a laissé des notes et des dessins sur papier libre dans les monastères qu'il visitait. Dans une note, il désignait l'Empire ottoman et le sultan comme « remplis de la haine de Dieu ». Dans une autre note, datée d'août 1793, Hadži-Ruvim s'en prenait au métropolite grec de Belgrade, Dionysios Papazoglou et au feldmarschall autrichien Valis, les accusant d'avoir livré Belgrade.
Après la guerre, le sultan Sélim III a promis aux Serbes quelques privilèges mais ils restaient limités et seulement matériels. En 1801, les Janissaires renégats, connus sous le nom de dahijas se sont emparés du contrôle de Belgrade et du Sandjak de Smederevo et la situation des Serbes s'est aggravée. Le 15 décembre 1801, ces dahijas ont assassiné le pacha Hadži Mustafa, le vizir de Belgrade (1793–1801). Des Serbes éminents ont choisi le moment opportun pour se soulever et restaurer l'État serbe et ont organisé une conspiration dans le sandjak. Hadži-Ruvim a fait partie de ce mouvement.

## Complot contre les dahijas et mort

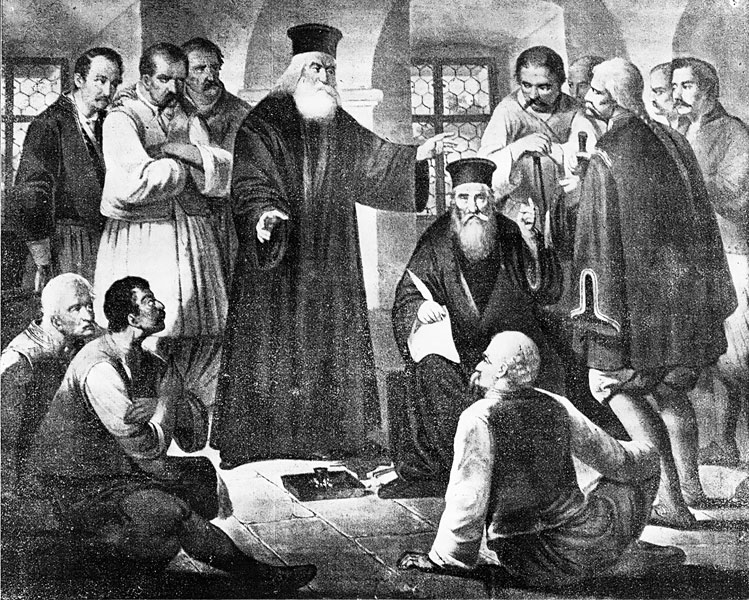
Hadži-Đera et Hadži-Ruvim (assis) avec les conspirateurs, par Pavle Simić (1818–1876).

Au début de l'année 1802, des sipahis ottomans et les hommes de Mustafa Pacha, en accord avec les knèzes (princes) serbes, ont essayé de se débarrasser des dahijas. Le combat s'est déroulé à Požarevac mais les dahijas en sont sortis victorieux. Malgré cela, les sipahis et les Serbes ont continué à comploter pour se débarrasser d'eux. Malgré des dissensions entre les sipahis et les Serbes, le pouvoir tyrannique des dahijas les a poussés à coopérer. Les Serbes se sont organisés dans l'ouest de la Serbie (où le prince Aleksa Nenadović faisait figure de chef) et en Šumadija (Choumadie) ; ils voulaient, comme les sipahis, le retour au pouvoir de Mustafa Pacha, mais ils demandaient aussi des garanties, notamment sur le statut des Chrétiens dans l'Empire ottoman. En 1803, des plans ont été proposés et des consultations ont eu lieu à leur sujet. Les sipahis œuvraient de leur côté et les « vieux » Serbes (en serbe : starešine) et les princes du leur.

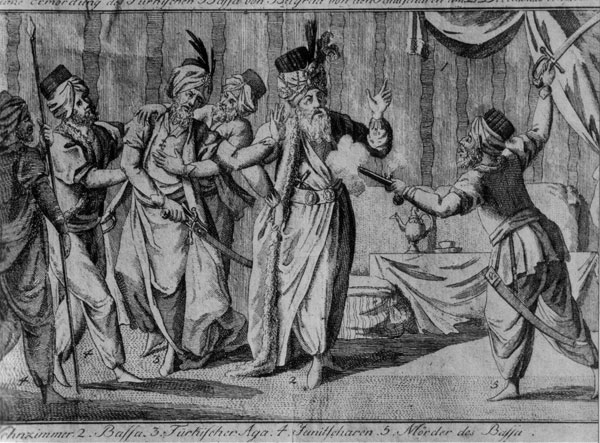
L'assassinat de Mustafa Pacha par Kuchuk Alija, plaque de 1802.

Comme il était un chef de l'Église réputé, un protecteur de son peuple et un grand artiste, Ruvim a été la cible des dahijas, qui ont tenté de se débarrasser de lui par tous les moyens. On considère que c'est Hadži-Ruvim qui a rédigé un appel au sultan ottoman de la part de douze princes, demandant de l'aide contre le pouvoir tyrannique des dahijas et mettant en valeur que ces renégats menaçaient gravement son autorité. Un moine avait informé les dahijas que douze princes se rencontraient en secret à Bogovađa en janvier 1803. Selon la tradition, la lettre était écrite par Hadži-Ruvim et son disciple Hadži-Đera et les princes ont fait le serment devant Hadži-Ruvim de se soulever contre les dahijas. En 1802, comme l'écrit Vuk Karadžić dans ses Danica,,, Hadži-Ruvim avait un différends avec le subaşı (chef des troupes) de son prnjavor (localité paroissiale) et il a demandé plusieurs fois au prince Aleksa Nenadović de le faire remplacer, remplacement qui aurait été facile à l'époque de Mustafa Pacha ; mais Nenadović était impuissant à lui accorder cette faveur. À cause de la conspiration et du différends, Hadži-Ruvim a dû se cacher aux monastères de Nikolje et de Studenica, ainsi que sur le mont Athos,. Il a quitté Bogovađa pour Studenica au début de 1803 ; un manuscrit de Nikolje daté du 9 mars 1803 son arrivée en provenance de Bogovađa. Depuis Studenica, il a adressé quatorze messages au peuple du Pachalik de Belgrade ; l'un d'entre eux mentionne son arrivée à Valjevo le 29 mars. Ces messages appelaient les Serbes à préparer un soulèvement contre les dahijas. Hadži-Ruvim est aussi passé par les monastères de la gorge d'Ovčar-Kablar. Vers Pâques, il est arrivé au mont Athos.

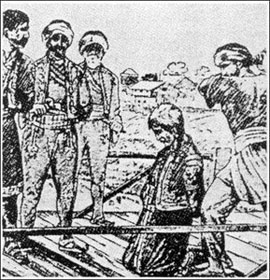
Un prince serbe décapité par les dahijas, gravure de la fin du XIXe siècle tirée d'un magazine serbe.

Après être passé par plusieurs monastères, Hadži-Ruvim est rentré à Bogovađa à la fin de l'automne 1803,. Entre-temps, une autre lettre évoquant la conspiration avait été écrite par le prince Aleksa Nenadović, le père de prota Mateja Nenadović, au major autrichien Mitizer à Zemun, dans laquelle il lui demandait de préparer des munitions et des hommes pour l'aider à « se débarrasser des dahijas »,. À son retour à Bogovađa, Hadži-Ruvim a reçu un message d'Aleksa Nenadović lui demandant de prendre la fuite car les Turcs l'accusaient à tort d'avoir envoyé son propre courrier au Autrichiens ; cette lettre avait été interceptée par les dahijas sur le ferry qui traversait la Save, ; cette interception avait eu lieu au moment où Hadži-Ruvim se trouvait hors du Pachalik de Belgrade et le retour de l'archimandrite a pu être vu comme le signal du soulèvement et, en fait, les dahijas l'en tenaient pour responsable. Nenadović demandait une fois encore à Hadži-Ruvim de quitter le pachalik, pour faire porter les soupçons sur lui seul. Hadži-Ruvim a refusé d'écouter Nenadović et il lui a répondu qu'il « en avait assez de fuir et d'errer »,.
Après l'interception de la lettre de Nenadović, les dahijas ont accru leur surveillance des Chrétiens. Ils ont eu vent des plans des comploteurs après avoir trouvé une lettre entre les chefs serbes et le gouvernement ottoman sur un prêtre à Ostružnica. À partir de ce moment, ils ont pris des mesures sérieuses pour contrecarrer de tels plans et ont décidé de s'en prendre à tous les notables serbes et de remettre à leur place les princes et les « vieux » serbes ; ils ont alors pris en otages les notables jusqu'à ce que leurs armes soient confisquées aux rayahs (citoyens ottomans non musulmans). Ils ont encore prévu de tuer les hommes adultes et d'enrôler les autres dans leur armée et de les islamiser. Les dahijas ont commencé à prendre des mesures répressives, particulièrement dans la région de Valjevo. Ils ont encore envoyés des ordres secrets à leurs mütesellims (chefs d'une nahija) de tuer chaque prince à une date fixée. Il semble que Mehmed-aga Fočić avait la tâche de superviser l'opération. Les mises à mort ont commencé le 23 janvier. Vers le 25 janvier, les dahijas ont décidé que tous les notables serbes seraient attaqués pour ne laisser que de véritables rayahs, « pour bien servir les Turcs ». D'autres seigneurs turcs se sont alors mis à attaquer des notables de leurs districts. Karađorđe (Karageorge), qui menait le mouvement en Šumadija, a survécu à ces attaques. Selon des témoignages contemporains des événements, les têtes des notables étaient exposées en public sur la place centrale de Valjevo pour servir d'exemple à ceux qui pourraient conspirer à nouveau contre le pouvoir des dahijas. Le métropolite de Belgrade Leontios a invité Hadži-Ruvim à Belgrade et l'a interrogé sur l'état de la population ; l'archimandrite Ruvim lui a répondu qu'il n'y avait pas de mots assez forts pour décrire son mécontentement et sa souffrance et il a informé le métropolite que le peuple fomentait un soulèvement contre les dahijas. Leontios a fait part aux dahijas de cette discussion et Hadži-Ruvim a été arrêté et conduit devant le mütesellim de Kragujevac Kučuk-Alija le 28 janvier ; il a été tué le lendemain. À ce propos, Vuk Karadžić a écrit : « On dit qu'on l'a traîné par terre avec des pinces, qu'on lui a entaillé la poitrine et la chair sous ses aisselles puis qu'on l'a tué ». Le 4 février 72 têtes décapitées ont été amenées à Belgrade.
Par la suite, Hadži-Ruvim a été enterré sur le parvis de la cathédrale Saint-Michel de Belgrade.

## Suites

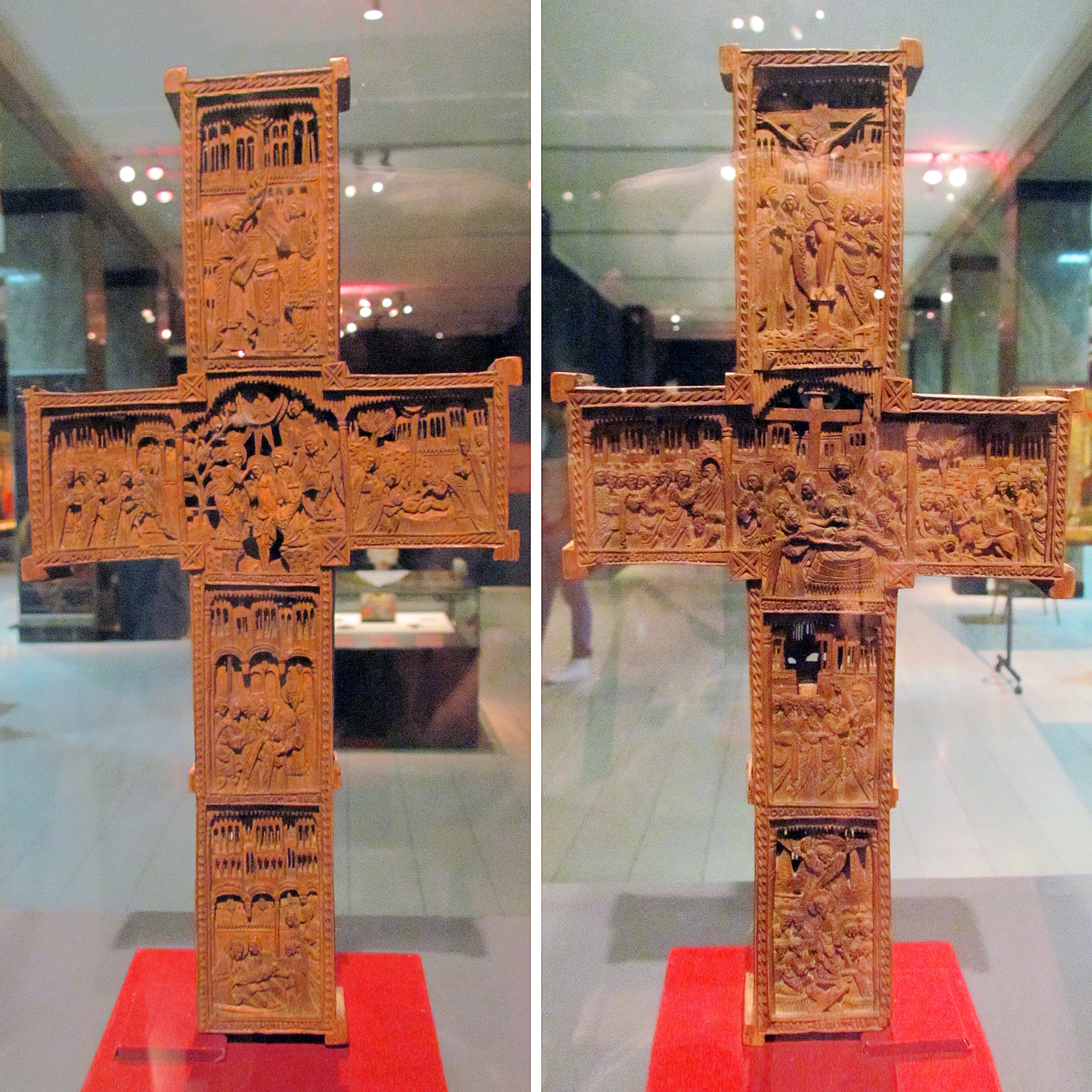
La Croix de Hadži-Ruvim, 1799, monastère de Čokešina.

Le soulèvement contre les dahias a commencé le 15 février 1804, le lendemain de l'Assemblée d'Orašac. L'une des croix sculptées par Ruvim a été utilisée par l'higoumène du monastère de Čokešina, Konstantin Vujanić, pour le serment et la bénédiction des haïdouks conduits par les frères Nedić qui ont combattu les Turcs à Vranjevac. La plus belle et la plus grande des croix sculptées par l'archimandrite, connue sous le nom de Croix de Hadži-Ruvim, a été utilisée par prota Mateja Nenadović lors du premier conseil gouvernemental de la Serbie révolutionnaire en  1805.

## Hadži-Ruvim, la culture et l'art
L'archimandrite Hadži-Ruvim a été l'une des personnalités les plus importantes de la communauté du monastère de Bogovađa. Il s'intéressait à l'histoire et, à une époque où peu de gens en Serbie disposaient de bibliothèques, il a créé sa propre bibliothèque privée et a écrit des bibliographies. Il a notamment établi la liste de ses livres à la fin du XVIIIe siècle, ce qui était rare à l'époque. Très cultivé, même au regard des autres hiérarques de l'Église, il collectait des livres, dans lesquels il dessinait des initiales, des ornements et des miniatures. Il a également raconté des événements historiques et des guerres et décrit la situation du peuple serbe de son temps dans les districts de Belgrade et de Valjevo.

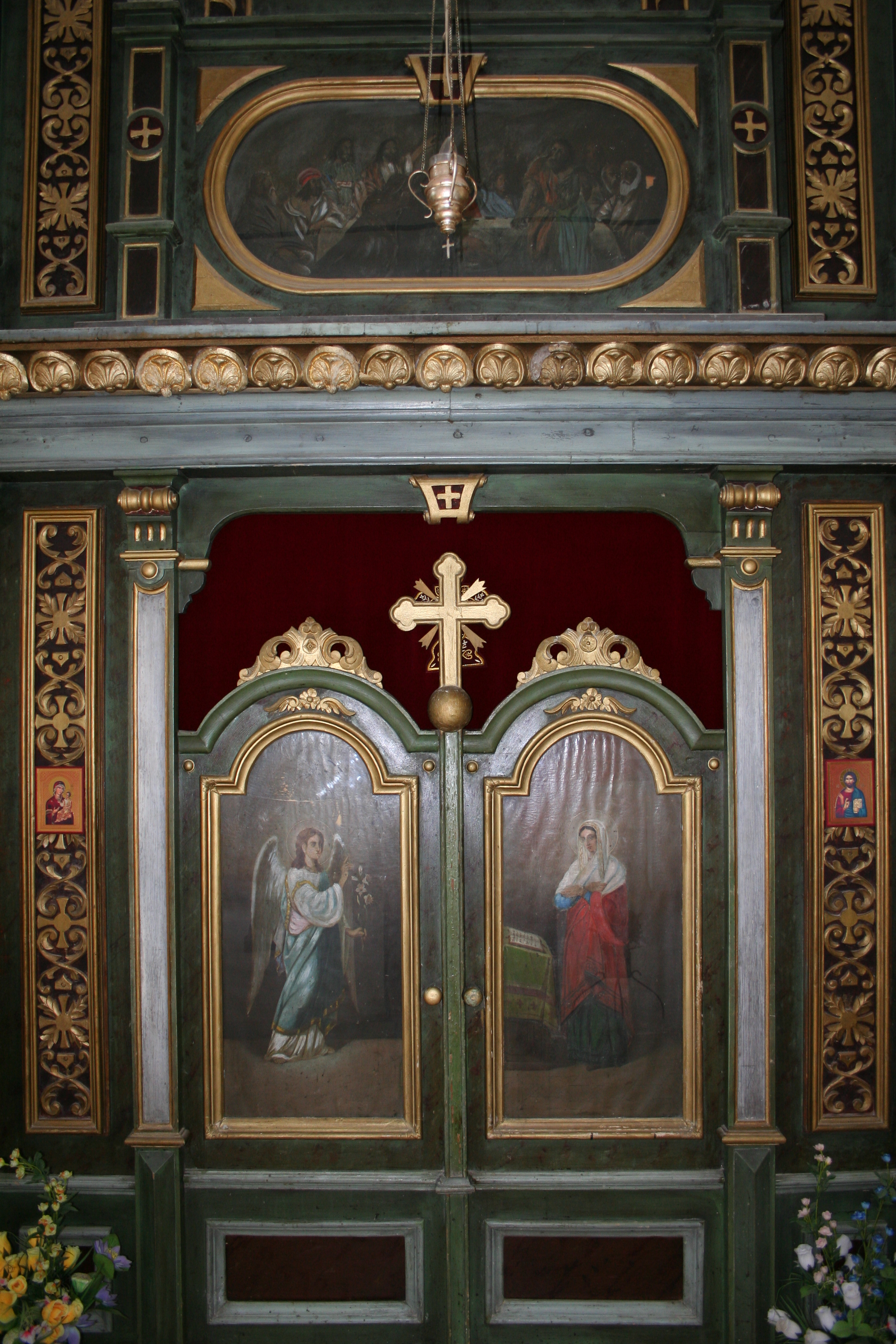
Détail des « portes royales » de l'iconostase de l'église de la Transfiguration de Krivaja.

Hadži-Ruvim est considéré comme l'un des derniers grands graveurs sur bois et dessinateur serbes du XVIIIe siècle. Il est aussi connu comme le « graveur de la croix ». Il a gravé pour le monastère de Krušedol et il a également gravé les couvertures de l'Évangile avec vingt-huit scènes tirées de la Vie du Christ, de la Vie de la Mère de Dieu et de saint Étienne. Sa plus belle croix gravée est celle du monastère de Čokešina, qui date de 1799. Une autre croix, datant de 1800, est encore conservée dans l'église en bois des Quarante-Martyrs de Vranić. L'archimandrite a sans doute sculpté une croix pectorale en bois conservée dans l'église de la Translation-des-Reliques-de-Saint-Nicolas de Stepanje, près de Lajkovac.
Le trésor de l'église Saint-Dimitri de Leskovac, près de Belgrade, abrite des dessins de Hadži-Ruvim.
Sur le plan artistique, il représente une fusion entre les traditions serbe et le baroque tardif européen, jouant ainsi un rôle important dans le développement des arts en Serbie à la fin du XVIIIe siècle et au début du XIXe siècle.
Il s'est entouré d'un cercle d'artistes et de peintres connu sous le nom d'« école de Hadži-Ruvim » ou d'« école de Valjevo ». En 1786, alors qu'il était higoumène du monastère de Voljavča, il a rassemblé autour de lui des jeunes gens talentueux et les a notamment dirigés vers la maîtrise de la sculpture sur bois, de la taille de la pierre et de la peinture, faisant ainsi de la région de Šumadija (Choumadie) un centre culturel important. Parmi les membres de son entourage, on peut citer Jeremije Mihailović, qui, en 1808, a peint une Annonciation et les portraits des Évangélistes  pour l'église Saint-Georges de Takovo. La décoration peinte de l'église de la Transfiguration de Krivaja, près de Šabac, a été réalisée par un groupe d'artistes de l'entourage de Hadži-Ruvim et de Petar Nikolajević Moler,. L'iconostase de l'église en bois Saint-Georges de Miličinica, près de Valjevo, réalisée vers 1794, a été peinte par un artiste inconnu de l'entourage de l'archimandrite, peut-être le même qui a travaillé à l'église de la Présentation-de-la-Mère-de-Dieu au Temple du monastère de Dokmir.

## Postérité
La mort de Hadži-Ruvim est racontée dans des poèmes épiques serbes,  y compris des poèmes enregistrés par le guslar contemporain Filip Višnjić.
Pavle Simić (1818–1876) a illustré la réunion des conspirateurs dans une peinture (incluse dans l'article).
Borivoje Marinković a rassemblé et publié les notes de Ruvim dans un ouvrage en deux volumes avec un commentaire (1989–1990),. Predrag Savić a écrit Kaluđeri i smrt (Les Moines et la Mort), un « roman sur Hadži-Ruvim ».
Pour ses efforts pour libérer et défendre le peuple serbe, il est devenu un « martyr national ». Milan Milićević a dit de lui : « Que le paix soit sur son âme de patriote et que son nom soit glorieux à jamais ».

### Note
1. ↑  D'où les surnoms de Nenadović (fils de Nenad) et de Nešković (fils de Neško).